# Johannes Mayer
Johannes Mayer, nemški general, * 6. september 1893, † 7. avgust 1963.
Imel je opravljena dva doktorata: iz družbenih ved in iz strojništva.